# Le Mont de Saturne
Conte moral, magique et policier
Le Mont de Saturne est un roman entremêlant récit fictionnel et autobiographique du journaliste et homme politique français Charles Maurras, directeur de L'Action française, publié en 1950. L'histoire suit la vie imaginée de Denys Talon, auteur fameux, qui se suicide à quarante ans.

## Présentation

### Contexte
Maurras écrit ce texte durant son incarcération à Lyon entre le 11 et 29 septembre 1944 et le dédie à son ami Maurice Pujo,. Il est suivi d'une « Postface et Critique du Mont de Saturne ». Toutefois, l'idée du Mont de Saturne remonterait au début du siècle d'après Georges Meunier qui interrogeait Charles Maurras dans son livre Ce qu'ils pensent du Merveilleux publié en 1911.

### Récit
L'histoire se présente comme l'autobiographie rédigée en une seule traite d'un écrivain de talent dénommé Denys Talon qui se suicide à quarante ans « mais dont le cadavre a l'aspect d'un octogénaire usé ». Le texte fait donc office de testament. La chiromancie est employée dans le récit comme une « satire du bergsonisme à travers un policier qui a suivi les conférences de Bergson ». L'histoire entremêle « lyrisme amoureux [et] souvenirs de Provence [...] dans ce récit plein d'imprévu ».

### Analyse
Le Mont de Saturne est une « sorte d’autobiographie romanesque écrite à l’emporte-pièce » dont le personnage principal Denys Talon incarne un « alter ego » de Maurras d'après le professeur Ivan Peter Barko. Martin Motte le compare quant à lui à « un Maurras qui aurait cédé à ses démons intérieurs ». Ce livre permet d'appréhender « le côté occultiste, un certain penchant pour le fantastique, [et] le surnaturel » chez Maurras.
Le Mont de Saturne est d'autant plus intéressant de par l'ironie dont fait preuve l'auteur aux dépens du lecteur, mais surtout grâce à « l'auto-ironie du poète ». Maurras s'amuse à dérouter le lecteur à travers sa « Postface et Critique du Mont de Saturne » en avertissant « qu'il ne réfute [pas] l'interprétation autobiographique ».

« Il a également recours au procédé de dédoublement : il se met en scène lui-même, un Maurras à la troisième personne, personnage épisodique, un Maurras en silhouette, sans doute pour mieux masquer le caractère autobiographique du héros, Denys Talon. Les allusions biographiques à celui que l'auteur nomme Maurras ne présentent qu'un intérêt médiocre : elles relèvent de la petite histoire. C'est Denys Talon qui retient toute notre attention et dont seule une lecture allégorique permet de déchiffrer le secret. Car Le Mont de Saturne peut se lire à plusieurs niveaux : aux niveaux philosophique, satirique, anecdotique et allégorique. »

— Ivan Peter Barko
Le héros commet une tentative de suicide souvent transposé à la propre tentative de suicide de l'auteur à ses quinze ans. Il s'agirait en fait d'un « suicide allégorique » pour illustrer le « grand conflit spirituel de son existence ». L'historien Bruno Goyet rejoint cette analyse en considérant que ce texte « renvoie directement à une des crises les plus profondes de sa vie intérieure ».